# Hotel Timișoara

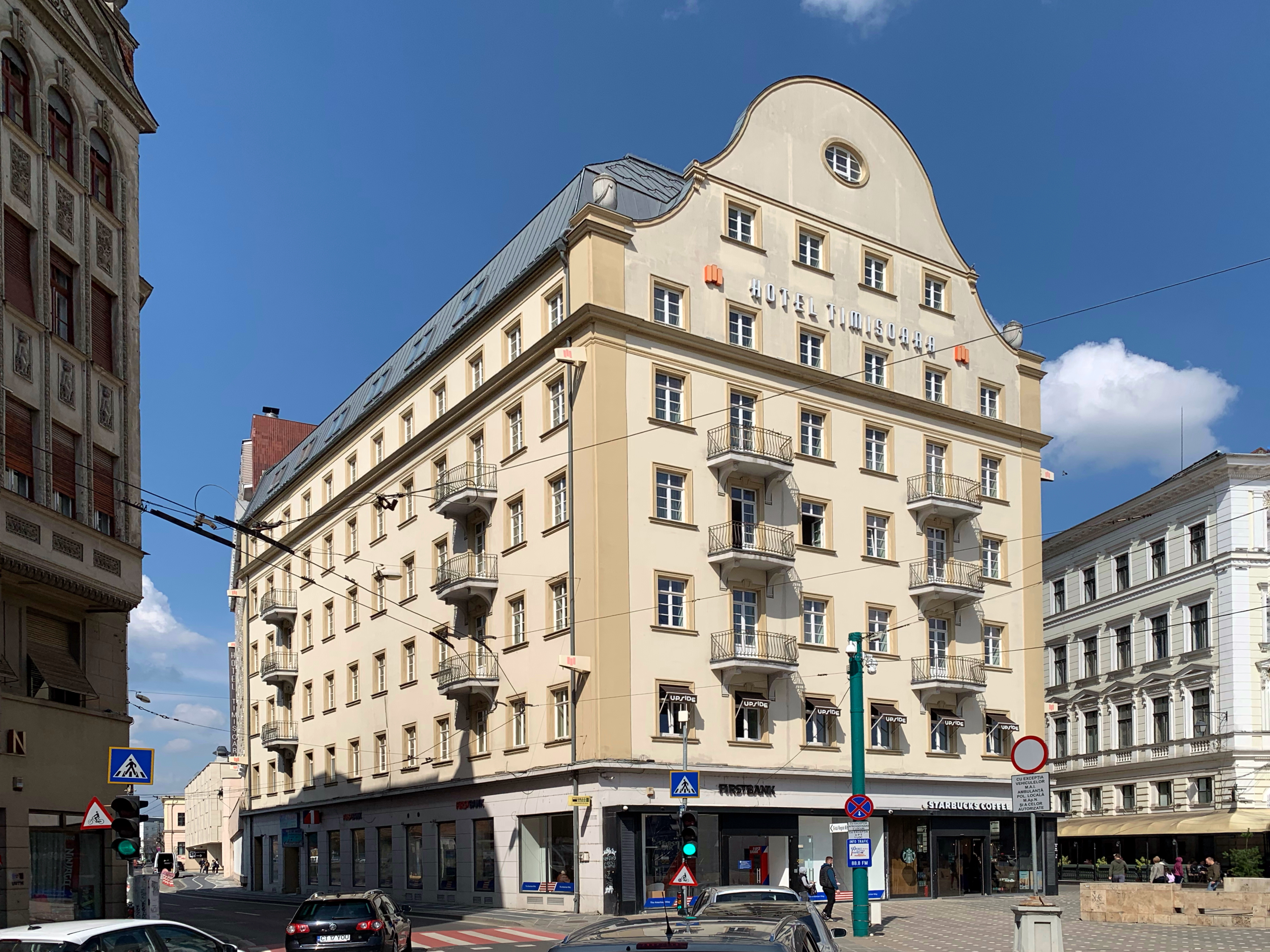
Hotel Timișoara, Sicht von der Piața Victoriei, 2023

Das Hotel Timișoara ist ein sechsstöckiges denkmalgeschütztes Gebäude an der Piața Victoriei der westrumänischen Stadt Timișoara. Es liegt an der Strada Mărăşeşti 1–3 in direkter Nachbarschaft zum Nationaltheater und Opernhaus.

## Geschichte
Das Gebäude wurde nach den Plänen der Architekten László Székely und Mathias Hubert zwischen 1928 und 1929 in eklektizistischem Baustil mit Elementen des Barocks und des Jugendstils (Wiener Secession) erbaut. Zur Lloydzeile hin erhebt sich ein barocker Rundgiebel. Nach der Fertigstellung war das Gebäude Sitz der Schwäbischen Bank, später wurde hier die Pension Central betrieben. Zwischen 1975 und 1978 wurde es um ein neues Gebäude erweitert. Das Hotel hat somit zwei Fassaden. Der Eingang zum Hotel befindet sich im neuen Gebäude, auf der Rückseite der Fassade zur Piața Victoriei. Hier befindet sich auch der hoteleigene, bewachte Parkplatz. Nach einer Renovierung in den Jahren 2007 und 2008 beherbergt es heute ein mit vier Sternen gelistetes Hotel, mit 148 Zimmern und zwei modernen Aufzügen.
Die Bega-Group investierte zehn Millionen Euro in weitere Renovierungsarbeiten an der Fassade, die Konsolidierung des gesamten Gebäudes und die Einrichtung 80 neuer Zimmer. Weiterhin sind Investitionen von neun Millionen Euro für ein neues Gebäude anstelle des Parkplatzes, einen Konferenzsaal für 2000 Personen, Handelseinheiten, ein Spa, Kosmetik- und Frisör-Salon und ein zweistöckiges unterirdisches Parkhaus geplant.